# Lubicz (Widuchowa)
Lubicz (deutsch Lindow) ist ein Dorf in der polnischen Woiwodschaft Westpommern.

## Geographische Lage
Das Dorf liegt in Hinterpommern, etwa 30 Kilometer südlich von Stettin in einer von Seen und Hügeln geprägten Landschaft. 
Nachbardörfer sind im Norden Pacholęta (Pakulent), im Osten Babinek (Heinrichsdorf) und im Süden Kłodowo (Kladow) und Krzywin (Kehrberg).

## Geschichte
Lindow wird erstmals im Jahre 1312 urkundlich erwähnt. In späteren Lehnbriefen wird es auch als ein Flecken oder Städtlein bezeichnet, doch ist die weitere Geschichte die eines Dorfes.
Im 16. Jahrhundert war der Besitz von Lindow geteilt, der größere Anteil gehörte der Familie von Trampe, der kleinere der Familie von Pakulent. Im 18. Jahrhundert war der größere Anteil an die Familie von Steinäcker gekommen, der kleinere zur Herrschaft Wildenbruch. Um 1779 zählte Lindow insgesamt 40 Haushalte („Feuerstellen“).
Bis 1945 bildete Lindow eine Landgemeinde im Kreis Greifenhagen der preußischen Provinz Pommern. Zu der Gemeinde gehörten neben Lindow die Wohnplätze Bahnhof Wilhelmsfelde-Fiddichow, Chausseehaus Wilhelmsfelde, Fischerhaus, Stephanshöhe und Wilhelmsfelde.
Im Jahr 1945 gehörte Lindow zum Landkreis Greifenhagen im Regierungsbezirk Stettin in der preußischen Provinz Pommern des Deutschen Reichs und war dem Amtsbezirk Heinrichsdorf zugeordnet.
Gegen Ende des Zweiten Weltkriegs wurde die Region von der Roten Armee besetzt. Nach Kriegsende wurde Lindow zusammen mit Hinterpommern – mit Ausnahme militärischer Sperrgebiete – seitens der sowjetischen Besatzungsmacht der Volksrepublik Polen zur Verwaltung unterstellt. Allmählich begann danach die Zuwanderung von Polen. Die Ortschaft wurde in  „Lubicz“ umbenannt. In der Folgezeit wurde die einheimische Bevölkerung von der polnischen Administration aus der Region vertrieben.
Die Ortschaft  bildet heute ein Schulzenamt in der Gmina Widuchowa (Landgemeinde Fiddichow) im Powiat Gryfiński (Greifenhagener Kreis) der polnischen Woiwodschaft Westpommern.

## Entwicklung der Einwohnerzahlen
- 1925: 600[3]
- 1939: 611[3]

## Verkehr
Durch das Dorf führt eine Hauptstraße von Widuchowa (Fiddichow), das etwa sieben Kilometer entfernt im Westen liegt, nach Pyrzyce (Pyritz) im Osten. 
Etwa drei Kilometer westlich des Dorfes verläuft die Bahnstrecke Breslau–Stettin mit dem Bahnhof Widuchowa (Bahnhof Wilhelmsfelde-Fiddichow).